# ريفالدو كوستا أمارال فيلهو
ريفالدو كوستا أمارال فيلهو هو لاعب كرة قدم برازيلي في مركز الهجوم، ولد في 8 مايو 1978 في فيلا فاليا في البرازيل. لعب مع باليستيير خالسا وديبورتيفو لاكورونيا وديسبورتيفا كابيزابا ونادي آريما كرونوس ونادي التعاون ونادي ريو أفي ونادي غيلانغ إنترناشونال.